# Velîkîi Ceremel, Dubrovîțea
Velîkîi Ceremel (în ucraineană Великий Черемель) este un sat în comuna Velîki Ozera din raionul Dubrovîțea, regiunea Rivne, Ucraina.

## Demografie
Componența lingvistică a localității Velîkîi Ceremel
     Ucraineană (100%)
Conform recensământului din 2001, toată populația localității Velîkîi Ceremel era vorbitoare de ucraineană (100%).